# Максим Туринский
Максим Туринский (итал. San Massimo; ок. 380 — ок. 465) — римско-христианский прелат, известный как первый епископ Турина, святой (день памяти — 25 июня).

## Биография
Святой Максим родился, предположительно, в Верчелли, Ретия. Епископ Турина и великолепный знаток Священного Писания, он стал известен после того, как был поставлен на епископскую кафедру. Он был участником Миланского синода 451 года и Римского собора 465 года. Хорошо известны его труды.
По преданию, однажды, когда святой Максим шёл на молитву в удалённую часовню, за ним с дурными намерениями увязался некий клирик. Внезапно он так возжаждал, что обратился к святому за помощью. По счастью неподалёку проходила косуля. Святой Максим указал клирику на неё, и тот напился молока. Поэтому святого Максима изображают с косулей.